# Desudaba meridionalis
Desudaba meridionalis är en insektsart som beskrevs av Victor Lallemand 1928. Desudaba meridionalis ingår i släktet Desudaba och familjen lyktstritar. Inga underarter finns listade i Catalogue of Life.